# NGC 7217
NGC 7217 је спирална галаксија у сазвежђу Пегаз која се налази на NGC листи објеката дубоког неба.
Деклинација објекта је + 31° 21' 34" а ректасцензија 22h 7m 52,1s. Привидна величина (магнитуда) објекта NGC 7217 износи 10,2 а фотографска магнитуда 11,0. Налази се на удаљености од 16,0000 милиона парсека од Сунца. NGC 7217 је још познат и под ознакама UGC 11914, MCG 5-52-1, CGCG 494-2, KARA 947, IRAS 22056+3106, PGC 68096.